# أمبارو ليم
أمبارو ليم هي لاعبة كرة الريشة فلبينية، ولدت في 9 سبتمبر 1969.

## وصلات خارجية
- أمبارو ليم على موقع BWF.tournamentsoftware.com (الإنجليزية)
- أمبارو ليم على موقع BWFbadminton.com (الإنجليزية)
- أمبارو ليم على موقع اللجنة الأولمبية الدولية (الإنجليزية)
- أمبارو ليم على موقع أوليمبيديا (الإنجليزية)